# We the Kings
We the Kings er en amerikansk rockgruppe fra Bradenton, Florida. Deres selvbetitlede fuldlængde debutalbum blev udgivet i 2007 og indeholdt singlen "Check Yes Juliet", som solgte platin med over 250.000 eksemplarer i USA. Deres andet album Smile Kid (2009) indholdet top 40-singlen "We'll Be A Dream" (featuring Demi Lovato) og "Heaven Can Wait". Bandets tredje album Sunshine State of Mind blev udgivet i 2011. Single "Say You Like Me" modtog MTV's pris MTV Music Award winner for Most Innovative Music Video Of The Year for den interaktive musikvideo til sangen. Bandet fuldførte derefter en verdensturne med det canadiske band Simple Plan. Deres seneste album, Somewhere Somehow, udkom i 2013.

## Diskografi

### Albums

#### Studiealbums
| Titel                                                                             | Albumdetaljer                                                                          | Højeste hitlisteplacering | Højeste hitlisteplacering | Højeste hitlisteplacering | Højeste hitlisteplacering | Højeste hitlisteplacering |
| Titel                                                                             | Albumdetaljer                                                                          | US                        | US Alt.                   | US Rock                   | UK                        | UK Indie                  |
| --------------------------------------------------------------------------------- | -------------------------------------------------------------------------------------- | ------------------------- | ------------------------- | ------------------------- | ------------------------- | ------------------------- |
| We the Kings                                                                      | - Released: October 2, 2007 - Label: S-Curve - Formats: CD, digital download           | 151                       | —                         | —                         | —                         | —                         |
| Smile Kid                                                                         | - Released: December 8, 2009 - Label: S-Curve - Formats: CD, digital download          | 112                       | 15                        | 24                        | —                         | —                         |
| Sunshine State of Mind                                                            | - Released: July 5, 2011 - Label: S-Curve - Formats: CD, digital download              | 45                        | 5                         | 9                         | —                         | —                         |
| Somewhere Somehow                                                                 | - Released: December 16, 2013 - Label: Ozone Entertainment - Formats: digital download | 44                        | 5                         | 6                         | 88                        | 7                         |
| "—" denotes a recording that did not chart or was not released in that territory. |                                                                                        |                           |                           |                           |                           |                           |

### Extended plays
| Titel                    | EP detaljer                                                                    |
| ------------------------ | ------------------------------------------------------------------------------ |
| Secret Valentine EP      | - Released: December 16, 2008 - Label: S-Curve - Formats: CD, digital download |
| Party, Fun, Love & Radio | - Released: July 3, 2012 - Label: S-Curve - Formats: Digital download          |
| Friday Is Forever EP     | - Released: January 21, 2013 - Label: S-Curve - Formats: Digital download      |

### Singler
| Titel                                                                             | År   | Højeste hitlisteplacering | Højeste hitlisteplacering | Højeste hitlisteplacering | Højeste hitlisteplacering | Højeste hitlisteplacering | Certifications   | Album                  |
| Titel                                                                             | År   | US                        | US Pop                    | AUS                       | CAN                       | UK                        | Certifications   | Album                  |
| --------------------------------------------------------------------------------- | ---- | ------------------------- | ------------------------- | ------------------------- | ------------------------- | ------------------------- | ---------------- | ---------------------- |
| "Skyway Avenue"                                                                   | 2007 | —                         | —                         | —                         | —                         | —                         |                  | We the Kings           |
| "Check Yes Juliet"                                                                | 2008 | 70                        | 25                        | 26                        | —                         | —                         | - ARIA: Platinum | We the Kings           |
| "Secret Valentine"                                                                | 2008 | —                         | 40                        | —                         | —                         | —                         |                  | We the Kings           |
| "Heaven Can Wait"                                                                 | 2009 | —                         | 30                        | —                         | —                         | —                         |                  | Smile Kid              |
| "We'll Be a Dream" (featuring Demi Lovato)                                        | 2010 | 76                        | 23                        | —                         | —                         | —                         |                  | Smile Kid              |
| "She Takes Me High"                                                               | 2010 | —                         | —                         | —                         | —                         | —                         |                  | Smile Kid              |
| "Friday Is Forever"                                                               | 2011 | —                         | —                         | —                         | —                         | —                         |                  | Sunshine State of Mind |
| "Say You Like Me"                                                                 | 2011 | —                         | 32                        | 29                        | —                         | —                         | - ARIA: Gold     | Sunshine State of Mind |
| "Just Keep Breathing"                                                             | 2013 | 92                        | —                         | —                         | 63                        | 66                        |                  | Somewhere Somehow      |
| "Find You There"                                                                  | 2013 | 125                       | —                         | —                         | 91                        | 120                       |                  | Somewhere Somehow      |
| "Any Other Way"                                                                   | 2013 | —                         | —                         | —                         | —                         | —                         |                  | Somewhere Somehow      |
| "Art of War"                                                                      | 2013 | —                         | —                         | —                         | —                         | —                         |                  | Somewhere Somehow      |
| "—" denotes a recording that did not chart or was not released in that territory. |      |                           |                           |                           |                           |                           |                  |                        |